# Boor-10
Boor-10 of 10B is een stabiele isotoop van boor, een metalloïde. Het is een van de twee op Aarde voorkomende isotopen van het element, naast boor-11 (eveneens stabiel). De abundantie op Aarde bedraagt 19,9%.
Boor-10 ontstaat onder meer bij het radioactief verval van beryllium-10 en koolstof-10.

## Toepassing
De isotoop heeft een grote werkzame doorsnede voor neutronenvangst en wordt daarom ook in de nucleaire industrie toegepast, bijvoorbeeld in regelstaven in kernreactoren. Door boorstaven tussen de brandstofstaven te laten zakken kan men de nucleaire kettingreactie afremmen of stoppen. Ook het noodkoelsysteem van kerncentrales bevat een oplossing van borax die zoveel neutronen kan absorberen dat de kernreacties wordt gestopt. 
Boor-10 dient ook als neutrondetector.
6B · 7B · 8B · 9B · 10B · 11B · 12B · 13B · 14B · 15B · 16B · 17B · 18B · 19B · 20B · 21B